# Luciano Scaglione
Luciano Scaglione (n. Ramos Mejía, La Matanza, 15 de febrero de 1973) es un bajista, cantante y compositor de rock argentino. Es reconocido por ser el bajista y vocalista de la banda punk rock bonaerense Attaque 77 desde 1992, tras el alejamiento del anterior bajista Adrián Vera.

## Discografía
| Año  | Álbum                   |
| ---- | ----------------------- |
| 1994 | Todo está al revés      |
| 1995 | Amen!                   |
| 1997 | Un día perfecto (U.D.P) |
| 1998 | Otras Canciones         |
| 2000 | Radio Insomnio          |
| 2003 | Antihumano              |
| 2007 | Karmagedon              |
| 2009 | Estallar                |
| 2019 | Triángulo de Fuerza     |

## Colaboraciones
En 2020 grabó el bajo para la canción "When You Cry" del músico argentino-australiano Damián Gaume junto a Christian Terán (Ciro y los Persas) y Rober Fighetti (Marc Anthony).